# Liste der Biografien/Dord
Liste der Biografien |
Portal Biografien |
Personensuche
# |
A |
B |
C |
D |
E |
F |
G |
H |
I |
J |
K |
L |
M |
N |
O |
P |
Q |
R |
S |
T |
U |
V |
W |
X |
Y |
Z |
?
 
Da |
Db |
Dc |
Dd |
De |
Dg |
Dh |
Di |
Dj |
Dk |
Dl |
Dm |
Dn |
Do |
Dq |
Dr |
Ds |
Du |
Dv |
Dw |
Dy |
Dz
 
Doa |
Dob |
Doc |
Dod |
Doe |
Dof |
Dog |
Doh |
Doi |
Doj |
Dok |
Dol |
Dom |
Don |
Doo |
Dop |
Doq |
Dor |
Dos |
Dot |
Dou |
Dov |
Dow |
Dox |
Doy |
Doz
 
Dora |
Dorb |
Dorc |
Dord |
Dore |
Dorf |
Dorg |
Dorh |
Dori |
Dorj |
Dork |
Dorl |
Dorm |
Dorn |
Doro |
Dorp |
Dorr |
Dors |
Dort |
Doru |
Dorv |
Dorw |
Dory |
Dorz
Die Liste der Biografien führt alle Personen auf, die in der deutschsprachigen Wikipedia einen Artikel haben. Dieses ist eine Teilliste mit 33 Einträgen von Personen, deren Namen mit den Buchstaben „Dord“ beginnt.

## Dord

### Dorda
- Dorda, Christian (* 1947), österreichischer Rechtsanwalt, internationaler Schiedsrichter
- Dorda, Christian (* 1988), deutscher Fußballspieler
- Dorda, Gerhard (* 1932), deutscher Physiker und Komponist
- Dordain, Jean-Jacques (* 1946), französischer Forscher, Generaldirektor der Europäischen Weltraumorganisation (ESA)

### Dorde
- Dordel, Julia (* 1975), deutsche Filmproduzentin, Drehbuchautorin, Schauspielerin und Forstwissenschaftlerin
- Dördelmann, Sylvia (* 1970), deutsche Ruderin
- Dordett, Alexander (1916–1984), römisch-katholischer Geistlicher und Theologe, Professor für Kirchenrecht
- Dordevic, Jovana (* 2006), serbisch-deutsche Volleyballspielerin

### Dordi
- Dordi, Loredana (* 1943), italienische Dokumentarfilmerin
- Dordillon, René-Ildefonse (1808–1888), französischer Priester, Bischof von Taiohae, Linguist

### Dordj
- Đorđević, Aleksandar (* 1967), serbischer Basketballspieler und -trainerAleksandar Đorđević (* 1967)

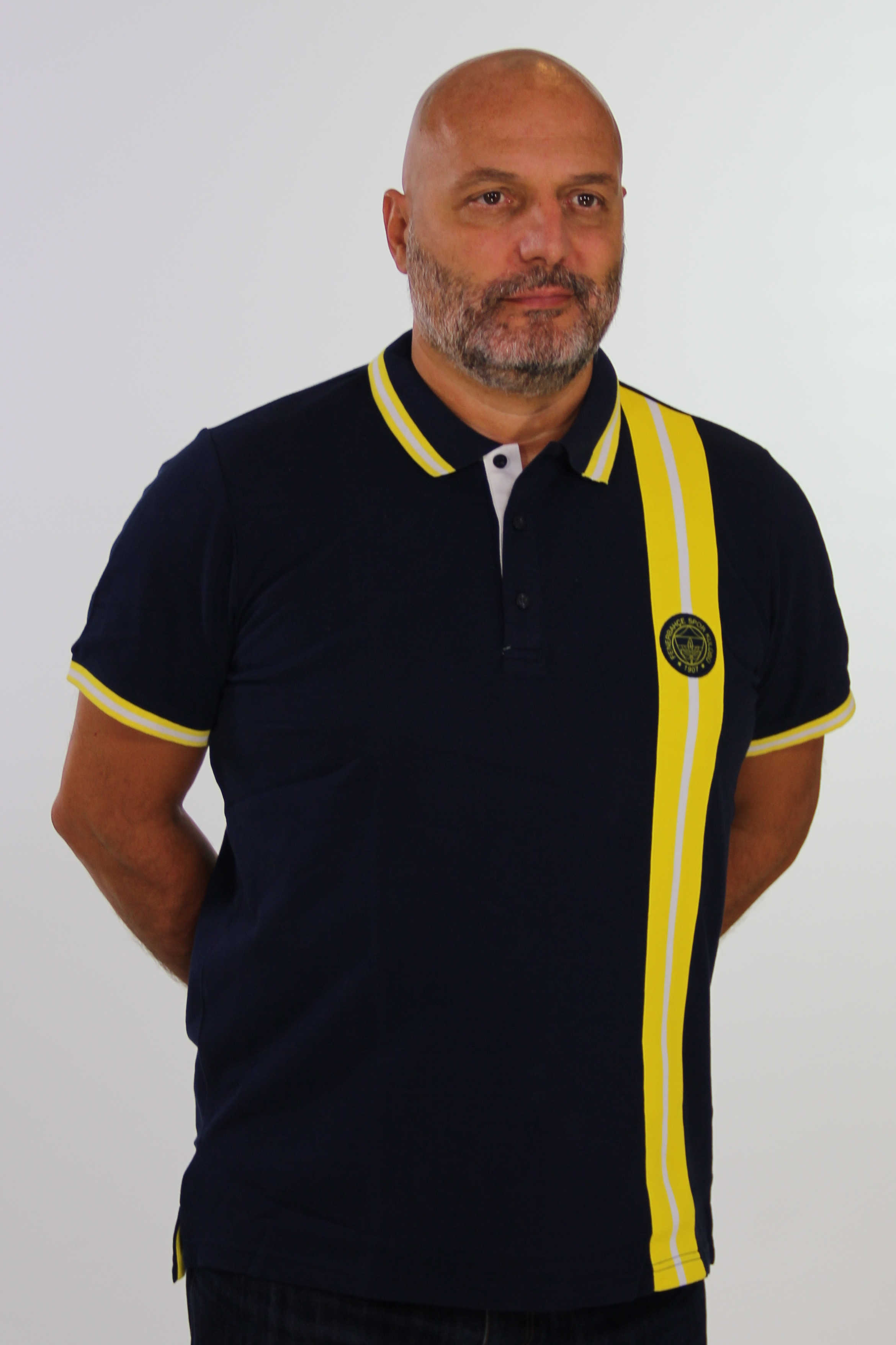
Aleksandar Đorđević (* 1967)

- Đorđević, Ana (* 1986), serbische Ballerina und Choreografin
- Đorđević, Boriša (* 1953), jugoslawischer Fußballspieler
- Đorđević, Borivoje (* 1948), jugoslawischer Fußballspieler
- Đorđević, Bratislav (1946–2022), jugoslawischer Fußballtorhüter
- Đorđević, Filip (* 1987), serbischer Fußballspieler
- Ðorđević, Ivan (* 1978), serbischer Squashspieler
- Đorđević, Jovan (1826–1900), serbischer Schriftsteller und Autor der serbischen Nationalhymne
- Đorđević, Kristijan (* 1976), serbischer Fußballspieler und Fußballtrainer
- Đorđević, Luka (* 1994), montenegrinischer Fußballspieler
- Đorđević, Marko (* 1978), jugoslawischer Skiläufer
- Đorđević, Marko (* 1983), serbischer Fußballspieler
- Đorđević, Nenad (* 1979), serbischer Fußballspieler und -trainer
- Đorđević, Predrag (* 1972), serbischer Fußballspieler
- Đorđević, Saša (* 1981), serbischer Fußballspieler
- Đorđević, Slavoljub (* 1981), serbischer Fußballspieler
- Đorđević, Vladan (1844–1930), serbischer Mediziner, Autor und Politiker
- Đorđević, Vladimir R. (1869–1938), jugoslawischer Musikwissenschaftler und -ethnologe
- Đorđić, Petar (* 1990), serbischer HandballspielerPetar Đorđić (* 1990)

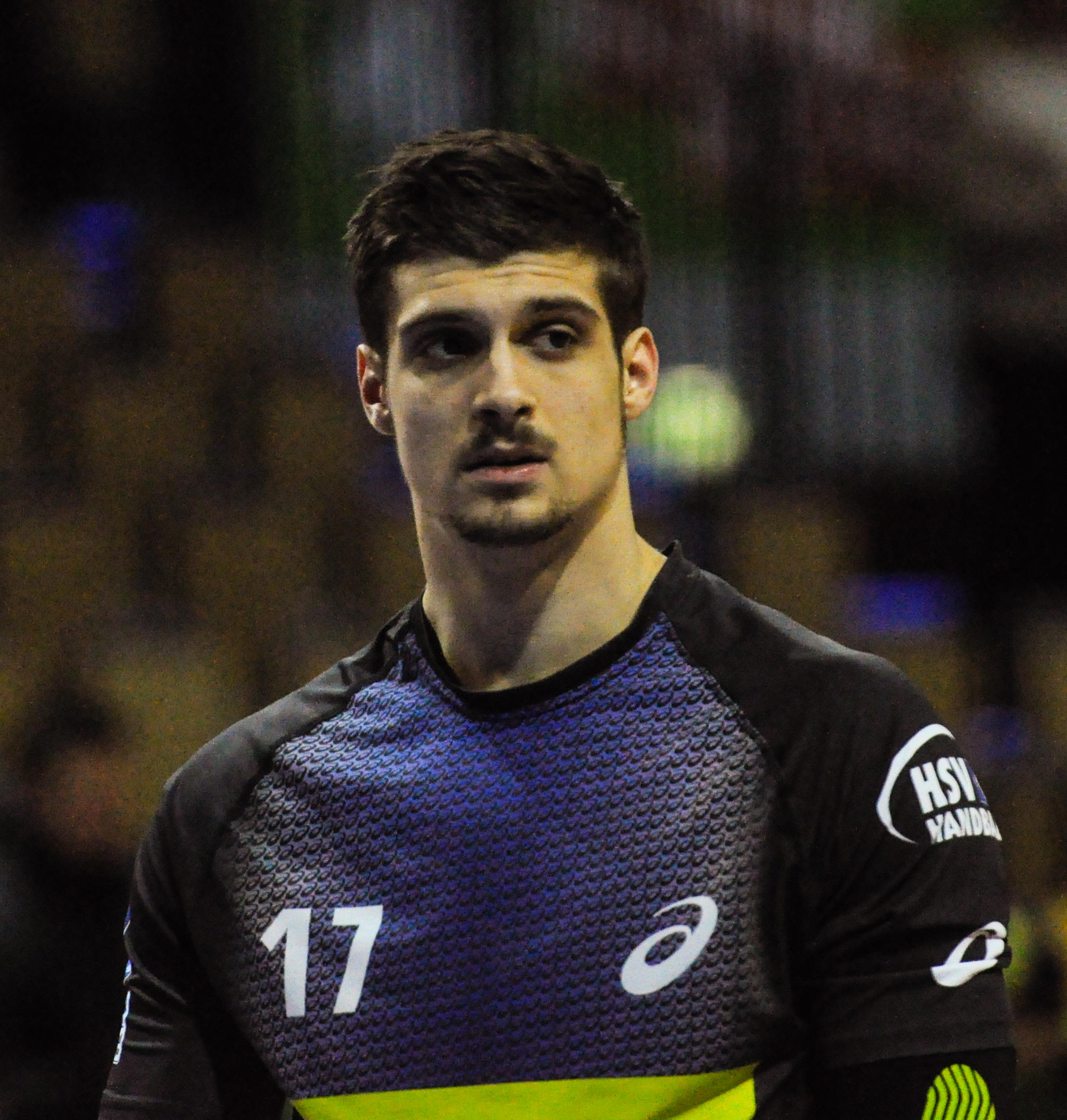
Petar Đorđić (* 1990)

- Đorđić, Zoran (* 1966), Jugoslawischer und serbischer Handballspieler und -trainer

### Dordo
- Dordoni, Giuseppe (1926–1998), italienischer Leichtathlet und Olympiasieger
- Dordoni, Rodolfo (1954–2023), italienischer Möbel- und Produkt-Designer

### Dords
- Dordsch, Luwsandaschiin (* 1943), mongolischer Skilangläufer